# Sztárban sztár leszek!
A Sztárban sztár leszek! a TV2 zenés tehetségkutatója, melyben civil emberek, amatőr színészek és énekesek próbálják hazai előadókká, zenészekké átalakulva előadni azok dalait. Az eredeti formátumhoz hasonlóan az élő adásokban profi sminkesek, maszkmesterek, fodrászok és stylistok segítenek nekik abban, hogy külsőleg megtévesztésig hasonlítsanak az eredeti sztárra. A versenyzők a megformálandó személy hangját imitálva énekelnek, valamint a sztárok mozgásait, tánclépéseit és gesztusait is megpróbálják levenni.

## Története
2019 tavaszán derült ki, hogy ebben az évben a Sztárban sztár új formában kerül képernyőre. A TV2 Csoportnál több hónapon keresztül készült a saját fejlesztésű új formátum, melyben a tehetségkutatókhoz hasonlóan civilek szerepelnek. A műsor első casting felhívása még Sztárban sztár: Talent show munkacímmel április 18-án jelent meg a produkció Instagram-oldalán. A műsor készítői több vidéki városban is tartottak meghallgatást: Székesfehérvár, Győr, Szeged, Békéscsaba, Debrecen, Nagyvárad, Eger, Nyíregyháza, Zalaegerszeg, Kecskemét, Miskolc, Kaposvár, Pécs, Révkomárom. Később bejelentették, hogy ez lesz a csatorna egyik legfontosabb műsora az év második felében, illetve a hagyományos Sztárban sztárral ellentétben tartalmazni fog előre felvett és élő adásokat is.

## A műsor menete
A formátum sajátossága, hogy a zsűritagok mesterként is funkcionálnak, akik a műsor kezdetétől fogva saját csapatot állítanak össze az indulókból. A casting adások során a versenyzők nem kapnak segítséget a produkciójukhoz, maguknak kell kitalálniuk, hogy szerintük hogyan kell megformálni egy adott előadót. Ha akarnak, használhatnak kellékeket vagy parókát, de elsősorban a zsűritagokat kell meggyőzniük, hogy a későbbiekben professzionálisan is tudják majd utánozni az adott előadókat. A műsor második szakaszában a zsűritagok leszűkítik a csapatukat, mert az élő showk-ra minden mester csak 3-3 versenyzőt vihet magával. A negyedik évadban a korábbiaktól eltérően az első élő show-ban minden mesternek 4-4 versenyzője, összesen tehát 16 versenyző léphet színpadra. Az élő adások az eredeti formátum során megszokott módon zajlanak majd: minden versenyzőnek maszkban és jelmezben kell utánoznia azokat az előadókat, akiket választottak, vagy éppen feladatul kaptak. A zsűritagok segítik a felkészülésüket és pontozzák is őket. Egy zsűritag 1 és 10 pont között értékelheti a versenyző produkcióját, a döntő során a zsűri nem pontoz. Egy produkciót csak 3 zsűritag pontozhat, a 4. zsűritag (mester), akinek a csapatába tartozik az adott versenyző, nem adhat pontot, így maximálisan összesen 30 pontot szerezhet egy versenyző. Amennyiben a versenyző több produkciót is előad egy adás alatt, akkor a zsűritagok minden produkciót külön pontoznak, és ennek eredményeként alakul ki a zsűri által az előadónak adott (összesített) pontszáma a vonatkozó adásban. A közös produkciókat a zsűri nem pontozza. Amennyiben a zsűri pontozása alapján két előadónál azonos helyezés alakul ki, akkor ez a két versenyző osztozik az adott helyezésen. Többszörös holtverseny esetén ugyanezek a szabályok érvényesek. A nézők a TV2 Live mobilapplikáción keresztül a versenyzők produkciói alatt az adott szavazás lezárásáig adhatják le 1-10 pont között szavazatukat, valamint az összes produkció elhangzása után az „utolsó körös” szavazásban támogathatják +1 vokssal kedvenc előadójukat, kivéve az adott műsorepizód győztes versenyzőjét. A sorrend megállapítása a zsűri és a nézők által leadott szavazatszámok összesítése után alakul ki. Az összeadott  versenypont egyenlősége esetében a nézői szavazatok döntenek; azaz a győztes ebben az esetben a nézői szavazás résztvevőitől kapott legtöbb szavazattal rendelkező versenyző. A versenyprodukciók elhangzása után az összesített versenypontok alapján, az első helyezett automatikusan továbbjut a következő fordulóba. Az első évadban az 1. és a 2. adás végén a két a legkevesebb összeadott versenyponttal rendelkező versenyző esett ki. A 3. adástól a legkevesebb összeadott versenyponttal rendelkező versenyző volt a kieső. A második évadban adásonként egy kieső volt és a két legkevesebb összesített szavazattal rendelkező versenyzőre egy másfél, később 2 perces villámszavazás során lehetett szavazni. A veszélyzónás villámszavazások és a döntő végső szavazása során emelt díjas telefonhívással is lehetett szavazni, egy emelt díjas telefonhívás 3 applikációs szavazatot jelentett. A harmadik évadban minden szavazási etapban a TV2 Live applikáció mellett emelt díjas telefonhívással is lehetett szavazni. Az első három élő show-ban egy emelt díjas telefonhívás 3, a negyedik élő show-tól viszont már 5 applikációs szavazattal volt egyenértékű. A műsorsorozat végén egy győztese lesz a műsornak, aki elnyeri a „Magyarország legsokoldalúbb előadója” címet és elviheti a tízmillió forintos főnyereményt. A negyedik évadban a győztes nyereménye a „Magyarország legsokoldalúbb előadója” cím mellett 20 millió forint és egy 10 millió forint értékű autó. A negyedik évad egyik nagy újítása, hogy a középdöntőben mind a négy mester megmenthetett egy, a székről felállított versenyzőt, akit később lehetőségük volt rablással lecserélni. Így csapatonként 4-4, összesen 16 versenyző jutott tovább az élő show-ba. További újítás volt, hogy az  első kettő élő adásban – melyek két egymást követő este kerültek képernyőre – két-két mester versenyzői csapaton belül, párokra osztva versenyeztek egymással és aki több nézői szavazatot kapott az összecsapások során, továbbjutott a harmadik élő show-ba, majd az adott mester mindkét összecsapása után döntött a vesztes versenyzői sorsáról. Így az első két élő show-ban minden mesternek kiesett 1-1 versenyzője. Emellett az ötödik élő show-tól a mesterek plusz 1 pontot adhatnak egy-egy olyan versenyzőnek, aki nem a saját emberük. Az elődöntős versenyzőkre pedig már a kilencedik élő show végétől lehet szavazni emelt díjas telefonhívással.

## Évadok
Bereczki Zoltán csapata
     Horváth Tamás csapata
     Tóth Gabi csapata
     Pápai Joci csapata
     Köllő Babett csapata
     Majoros Péter „Majka” csapata
| Évad          | Premier             | Finálé             | Epizódok | Győztes             | Második helyezett | Harmadik helyezett     | Győztes mester | Műsorvezető | Mesterek                                           | Vendég mester           | Online Riporter                    | Adó |
| ------------- | ------------------- | ------------------ | -------- | ------------------- | ----------------- | ---------------------- | -------------- | ----------- | -------------------------------------------------- | ----------------------- | ---------------------------------- | --- |
| Első évad     | 2019. szeptember 1. | 2019. november 24. | 13       | Békefi Viktória     | Feng Ya Ou        | Tasnádi Bence          | Pápai Joci     | Till Attila | Bereczki Zoltán Horváth Tamás Tóth Gabi Pápai Joci | Tóth Vera               | Lenzsér Olivér                     |     |
| Második évad  | 2021. szeptember 4. | 2021. november 21. | 15       | Csiszár István      | Szakács Szilvia   | Gábor Márkó            | Majka          | Till Attila | Majka Köllő Babett Tóth Gabi Pápai Joci            |                         | Budavári Fülöp Kadlecsek Krisztián |     |
| Harmadik évad | 2022. szeptember 4. | 2022. december 11. | 16       | Kökény Dani         | Kaly Roland       | Yulaysi Miranda Ferrer | Pápai Joci     | Till Attila | Majka Köllő Babett Tóth Gabi Pápai Joci            | Schóbert Lara Nagy Réka |                                    |     |
| Negyedik évad | 2023. szeptember 3. | 2023. december 10. | 20       | Karapancsev Kristóf | Széchenyi Lili    | Nagy Alexa             | Majka          | Till Attila | Majka Köllő Babett Tóth Gabi Pápai Joci            | Nagy Réka               |                                    |     |

A műsor első évadának zsűritagjait, akik közül mindannyian szerepeltek már korábbi Sztárban sztár-évadokban, 2019. május 7-én ismertették: Bereczki Zoltán (2013 győztes), Tóth Gabi (2015 döntős), Pápai Joci (2017 döntős) és Horváth Tamás (2017 győztes). Tóth Gabi várandóssága miatt az utolsó két adásban a testvére Tóth Vera (2014 döntős) ült be a zsűriszékbe.
2019. november 6-án bejelentette a TV2, hogy 2020 őszén elindul a műsor második évada. Az első felhívás a jelentkezésre ugyanezen a napon jelent meg a csatorna weboldalán. A COVID-19 koronavírus-járvány miatt a második évadot 2021-re halasztották, helyette az eredeti Sztárban sztár hetedik évada volt látható. A második évadban Horváth Tamás és Bereczki Zoltán már nem voltak zsűritagok. Helyükre Köllő Babett és Majoros Péter „Majka” kerültek be. Tóth Gabi és Pápai Joci továbbra is a zsűri tagjai voltak.
2021. november 14-én, a Sztárban sztár leszek! második évadának elődöntőjében a műsorvezető, Till Attila bejelentette, hogy 2022-ben képernyőre kerül a műsor harmadik évada. Az első felhívás a jelentkezésre még aznap, az adásban jelent meg. A harmadik évadban a mesterek változatlanul Köllő Babett, Majoros Péter „Majka”, Tóth Gabi és Pápai Joci voltak, előbbi kettőnek ez volt a második évada ebben a pozícióban. A műsorvezető változatlanul Till Attila volt.
2022. október 20-án Fischer Gábor, a TV2 Csoport programigazgatója a Big Picture szakmai konferencián bejelentette, hogy 2023-ban képernyőre kerül a műsor negyedik évada. Az első felhívás a jelentkezésre 2022. október 23-án, a műsor harmadik évadának harmadik élő show-jában jelent meg. A negyedik évadban sem változott a mesterek személye, maradt a Köllő Babett, Majoros Péter „Majka”, Pápai Joci és Tóth Gabi alkotta csapat, közülük előbbi kettő harmadik alkalommal látta el ezt a pozíciót. A műsorvezető változatlanul Till Attila volt.

## Idővonal
Zsűritag
     Műsorvezető
| Név             | Évadok   | Évadok   | Évadok   | Évadok   |
| Név             | 1        | 2        | 3        | 4        |
| Mesterek        | Mesterek | Mesterek | Mesterek | Mesterek |
| --------------- | -------- | -------- | -------- | -------- |
| Tóth Gabi       |          |          |          |          |
| Pápai Joci      |          |          |          |          |
| Köllő Babett    |          |          |          |          |
| Majka           |          |          |          |          |
| Bereczki Zoltán |          |          |          |          |
| Horváth Tamás   |          |          |          |          |
| Műsorvezető     |          |          |          |          |
| Till Attila     |          |          |          |          |

## Top 12–16
| Hely. | Évadok                          | Évadok            | Évadok          | Évadok                                                  |
| Hely. | Első                            | Második           | Harmadik        | Negyedik                                                |
| ----- | ------------------------------- | ----------------- | --------------- | ------------------------------------------------------- |
| 1.    | Békefi Viktória                 | Csiszár István    | Kökény Dani1    | Karapancsev Kristóf                                     |
| 2.    | Feng Ya Ou                      | Szakács Szilvia   | Kaly Roland     | Széchenyi Lili                                          |
| 3.    | Tasnádi Bence                   | Gábor Márkó       | Yulaysi Miranda | Nagy Alexa                                              |
| 4.    | Sebestyén Katja                 | Pál-Baláž Karmen  | Bari Laci       | Szologjan Edgar                                         |
| 5.    | Misurák Tünde                   | Hadas Alfréd      | Jósa Tamás      | Halász Rebeka                                           |
| 6.    | Molnár Dániel                   | Venczli Zóra      | Szirtes Dávid   | Tasi Dávid                                              |
| 7.    | Farkas Lajos                    | Kárász Dávid      | Tóth Napsugár   | Váradi János                                            |
| 8.    | Mogyoróssy Adrienn              | Balogh Krisztofer | Molnár Sanyi    | Oláh Vivien                                             |
| 9.    | Borsányi Dániel Lengyel Johanna | Urbán Edina       | Piltman Anna    | Engel-Iván Lili                                         |
| 10.   | Borsányi Dániel Lengyel Johanna | Szaszák Zsolt     | Oláh Szandra    | Bányai Noémi                                            |
| 11.   | Illyés Jenifer Varga Dávid      | Krizsán Lili      | László Attila   | Solymár Matyi                                           |
| 12.   | Illyés Jenifer Varga Dávid      | Vincze Eliza      | Tímea Gőghová   | Szentmártoni Norman                                     |
| 13.   |                                 |                   |                 | Csonka Mike Daróczi Bence Szabó Fruzsina Szathmáry Ádám |
| 14.   |                                 |                   |                 | Csonka Mike Daróczi Bence Szabó Fruzsina Szathmáry Ádám |
| 15.   |                                 |                   |                 | Csonka Mike Daróczi Bence Szabó Fruzsina Szathmáry Ádám |
| 16.   |                                 |                   |                 | Csonka Mike Daróczi Bence Szabó Fruzsina Szathmáry Ádám |

1 A harmadik évadban Kökény Dani eredetileg kiesett a középdöntő végén, azonban mégis bejutott az élő show-ba, ugyanis a csapattársa, Kálóczi Réka az első élő show előtti táncpróbán bekövetkezett baleset miatt kénytelen volt feledni a versenyt.

## Átlagnézettség
A +4-es adatok a teljes lakosságra, a 18–59-es adatok a célközönségre vonatkoznak.
| Évad | Sugárzás                                                    | Adások száma | Teljes lakosság (+4) | Teljes lakosság (+4) | Célközönség (18–59) | Célközönség (18–59) |
| Évad | Sugárzás                                                    | Adások száma | AMR (fő)             | SHR (%)              | AMR (fő)            | SHR (%)             |
| ---- | ----------------------------------------------------------- | ------------ | -------------------- | -------------------- | ------------------- | ------------------- |
| 1    | vasárnap 18:50                                              | 13           | 925 147              | 21,33                | 391 410             | 19,09               |
| 2    | szombat (első három hét)19:45 vasárnap 19:30                | 15           | 986 486              | 24,35                | 507 067             | 23,8                |
| 3    | vasárnap 19:00 / 19:15 / 19:30 szombat 20:00 (Középdöntő 1) | 16           | 999 358              | 23,96                | 485 313             | 22,51               |
| 4    | szombat és vasárnap                                         | 20           |                      |                      |                     |                     |

- Forrás: Nézettségi adatok. BrandTrend.hu[halott link]

## A műsor díjai
Magyar Televíziós Újságírók Díja (2022) – A legjobb nagyszabású show-műsor